# Donald Edmond Pelotte
Donald Edmond Pelotte SSS (* 13. April 1945 in Waterville, Maine, USA; † 7. Januar 2010 in Fort Lauderdale, Florida, USA) war ein US-amerikanischer Geistlicher und Bischof von Gallup. Er war der erste „Native American“ in einem Bischofsamt der römisch-katholischen Kirche.

## Leben
Donald Pelotte stammte aus einer indianischen Familie Nordamerikas ab. Sein Vater war Angehöriger des Volksstamms der Abenaki; seine Mutter war eine Französische Kanadierin. Er trat der Ordensgemeinschaft der Eucharistiner (Congregation of the Blessed Sacrament) bei und studierte am Eymard Seminar in Hyde Park, New York und an der jesuitischen John Carroll University in Cleveland, Ohio. An der Fordham University in New York City wurde er mit einer Arbeit über John Courtney Murray zum Dr. theol. promoviert. Er empfing am 2. September 1972 die Priesterweihe durch Bischof Edward O’Leary. Mit 33 Jahren wurde er Provinzial seines Ordens in den USA.
Papst Johannes Paul II. ernannte ihn am 24. Februar 1986 zum Koadjutorbischof des Bistums Gallup im US-Bundesstaat New Mexico. Die Bischofsweihe spendete ihm der Erzbischof von Santa Fe, Robert Fortune Sanchez am 6. Mai 1986; Mitkonsekratoren waren der amtierende Bischof von Gallup, Jerome Joseph Hastrich und der Bischof von Cleveland, Anthony Michael Pilla. Nach dem Tod von Jerome J. Hastrich wurde er zum dritten Bischof von Gallup ernannt. 1999 spendete er seinem Zwillingsbruder Dana Pelotte SSS die Priesterweihe.
Er wurde insbesondere bekannt für sein Engagement für die Indianer Nordamerikas. Er war Mitglied der National Tekakwitha Conference sowie der Catholic Theological Society of America und der American Catholic Historical Society.
Am 23. Juli 2007 erlitt er, wahrscheinlich als Opfer einer schweren Gewalttat, ein Schädel-Hirn-Trauma in der Bischofsresidenz. Am 3. Januar 2008 wurde ihm der Bischof von Phoenix, Thomas J. Olmsted als Apostolischer Administrator sede plena zur Seite gestellt, um ihm eine Regeneration zu ermöglichen. Am 30. April 2008 wurde Bischof Pelottes Rücktritt aus gesundheitlichen Gründen durch Papst Benedikt XVI. stattgegeben.
Er starb in der Spezialklinik Holy Cross Hospital in Ft. Lauderdale in Florida und wurde am 14. Januar 2010 in der Sacred Heart Cathedral in Gallup beigesetzt.

## Schriften
- John Courtney Murray: Theologian in Conflict, Paulist Press International 1976, ISBN 978-0809102129